# En quarantaine
Pour les articles homonymes, voir Quarantaine (homonymie).
Série
En quarantaine 2
(2011)
Pour plus de détails, voir Fiche technique et Distribution.
En quarantaine (Quarantine) est un film américain réalisé par John Erick Dowdle, sorti en 2008. Il s'agit d'un remake du film espagnol REC de Paco Plaza et Jaume Balagueró, sorti en 2007.

## Synopsis
En mars 2008, Angela Vidal et son caméraman Scott font une virée dans une caserne de pompiers de Los Angeles. Pendant qu'ils filment le quotidien des pompiers, un appel survient. L'équipe se retrouve alors dans un immeuble d'habitations de LA puis découvre qu'un étrange virus se répand chez les habitants. Entre-temps, l'immeuble est placé en quarantaine.

## Fiche technique
Sauf indication contraire, les informations mentionnées dans cette section peuvent être confirmées par la base de données cinématographiques IMDb,  présente dans la section « Liens externes ».
- Titre original : Quarantine
- Titre français et québécois : En quarantaine
- Réalisation : John Erick Dowdle
- Scénario : John Erick Dowdle, Drew Dowdle, d'après le scénario original de Paco Plaza, Jaume Balagueró et Luis Berdejo (eu)
- Direction artistique : Chris Cornwell
- Décors : Jon Gary Steele
- Costumes : Maya Lieberman
- Photographie : Ken Seng
- Montage : Elliot Greenberg
- Production : Sergio Aguero, Doug Davison et Roy Lee

Producteur associé : Nicolas Stern
Producteurs délégués : Drew Dowdle, Carlos Fernández, Julio Fernández et Glenn S. Gainor
- Société de production : Vertigo Entertainment
- Pays de production :  États-Unis
- Genre : Horreur, science-fiction, thriller, found footage
- Durée : 89 minutes
- Dates de sortie[1] :
  - États-Unis : 10 octobre 2008
  - France : 10 juin 2009 (directement en vidéo)

## Distribution
- Jennifer Carpenter (V. F. : Stéphanie Hédin) : Angela Vidal
- Steve Harris (V. F. : Bruno Henry) : Scott Percival
- Jay Hernandez (V. F. : Emmanuel Garijo) : Jake
- Johnathon Schaech (V. F. : Xavier Fagnon) : George Fletcher
- Columbus Short : Danny Wilensky
- Greg Germann (V. F. : Pierre Tessier) : Lawrence
- Bernard White : Bernard
- Dania Ramirez (V. F. : Emmanuelle Rivière) : Sadie
- Andrew Fiscella : James McCreedy
- Rade Serbedzija : Yuri Ivanov
- Elaine Kagan : Wanda Marimon
- Marin Hinkle (V. F. : Ludmila Ruoso) : Kathy
- Joey King : Briana
- Jermaine A. Jackson : Nadif[2]
- Sharon Ferguson : Jwahir
- Denis O'Hare : Randy
- Stacy Chbosky : Elise Jackson
- Jeannie Epper : Mme Espinoza
- Doug Jones : Thin Infected Man

Source et légende : Version française (V. F.) sur RS Doublage

## Suite
Une suite, intitulée En quarantaine 2 (Quarantine 2: Terminal), est sortie en 2011. Il ne s'agit pas d'un remake de Rec 2 ; l'histoire se déroule dans un aéroport où des passagers sont infectés par un virus.